# Fermeture du canal de Suez (1967-1975)

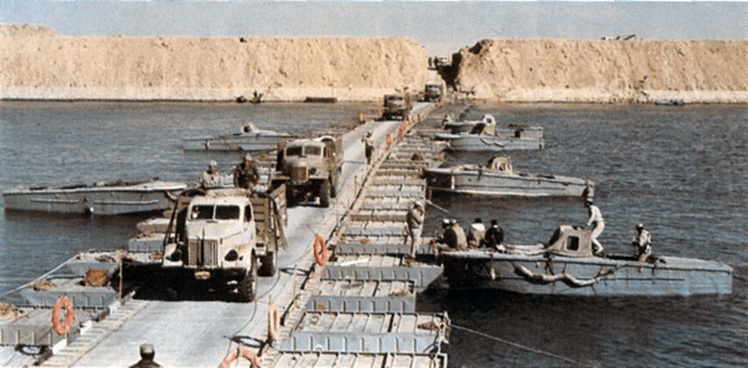
L'Égypte traversant le canal de Suez pendant la guerre du Kippour.

Le 6 juin 1967, le canal de Suez est fermé par l'Égypte, peu après le début de la guerre des Six Jours, le 5 juin. Israël a bombardé la plupart des aérodromes égyptiens, puis est entré et a occupé la péninsule du Sinaï (en), jusqu'au canal de Suez, pendant 15 ans. Gamal Abdel Nasser, le dirigeant égyptien de l'époque, s'alignait sur l'Union soviétique et fit fermer le canal de Suez plus tôt d'octobre 1956 à mars 1957 pendant la crise du canal de Suez, lorsqu'il nationalisa le canal de Suez des investisseurs français et britanniques. Le pétrole transitant par le canal de Suez représentait 60% de la consommation totale de pétrole de l'Italie, 39% de celle de la France et 25% de la consommation totale de la Grande-Bretagne en 1966, avant la fermeture du canal pendant huit ans. Le canal a été rouvert en juin 1975 après l'opération de déminage (en) des mines et des débris du canal de Suez en 1974,,.

## Embargo pétrolier

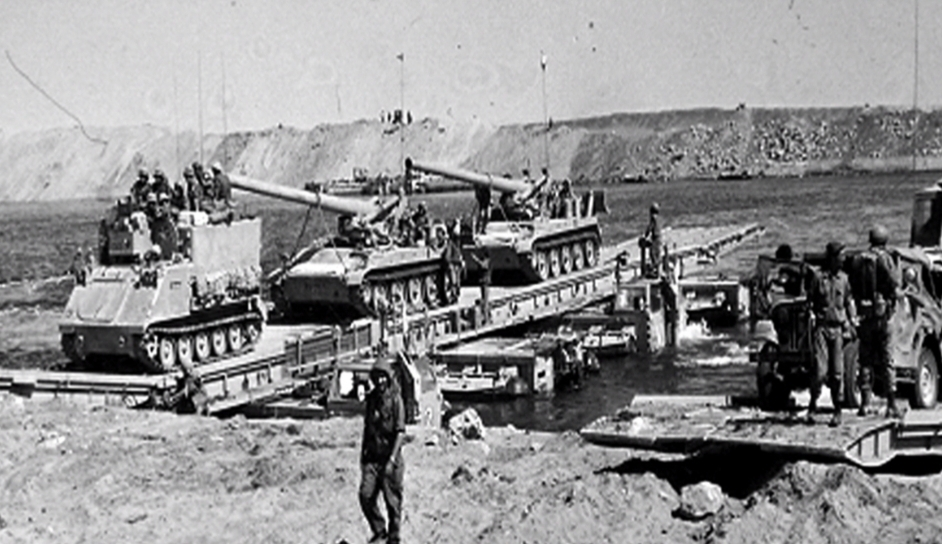
Traversée du canal de Suez le 18 octobre 1973 d'automoteurs d'artillerie M107 Israéliens sur un pont Gillois.

En octobre 1973, la guerre du Kippour a commencé lorsque l'Égypte a traversé le canal de Suez dans le cadre de l'opération Badr qui s'est soldée par une tentative ratée de reprendre la péninsule du Sinaï à Israël. Cela a conduit les pays de l'OPAEP à réduire leur production de pétrole et à imposer un embargo sur les exportations de pétrole vers les États-Unis et d'autres pays soutenant Israël, lorsque Richard Nixon a demandé 2,2 milliards de dollars pour soutenir Israël dans la guerre du Kippour le 19 octobre 1973. L'embargo n'a duré que quelques mois jusqu'en janvier 1974, mais le prix du pétrole est resté élevé même après la levée de l'embargo.